# Microhydromys
Microhydromys (Tate & Archbold, 1941) è un genere di Roditori della famiglia dei Muridi.

## Descrizione

### Dimensioni
Al genere Microhydromys appartengono roditori di piccole dimensioni, con lunghezza della testa e del corpo tra 78 e 86 mm, la lunghezza della coda tra 71 e 92 mm e un peso fino a 13 g.

### Caratteristiche craniche e dentarie
Il cranio è largo e presenta un rostro breve, una scatola cranica grande e tondeggiante e le bolle timpaniche relativamente grandi. Il palato è corto. Gli incisivi superiori sono lunghi, sottili, attraversati da un solco longitudinale ed ortodonti, ovvero con le punte rivolte verso il basso, i molari sono soltanto due per semi-arcata, sono piccoli e con le cuspidi basse ed arrotondate.
Sono caratterizzati dalla seguente formula dentaria:

### Aspetto
La pelliccia è corta ed estremamente fine. Il colore generale del corpo è grigiastro, con le parti ventrali talvolta più chiare. Il muso è lungo ed appuntito, gli occhi sono piccoli. Le orecchie sono relativamente grandi. I piedi sono piccoli, non particolarmente adattati ad una vita acquatica, le piante sono fornite di sei cuscinetti carnosi. La coda è lunga più o meno come la testa ed il corpo, è scura con la parte terminale bianca. Le femmine hanno due paia di mammelle inguinali.

## Distribuzione
Sono roditori terricoli endemici della Nuova Guinea.

## Tassonomia
Il genere comprende 2 specie.
- Microhydromys argenteus
- Microhydromys richardsoni